# Alessandro Legnazzi
Alessandro Legnazzi (Brescia, 5 ottobre 1832 – Firenze, 15 marzo 1904) è stato un giornalista e politico italiano, deputato alla Camera dal 1865 al 1876.

## Biografia
Alessandro Legnazzi nacque a Brescia il 5 ottobre 1832 da Pietro Francesco Legnazzi e da Giulia Dossi. Dopo aver studiato al liceo e ginnasio cittadino, frequentò Giurisprudenza prima all'Università di Padova e poi a Innsbruck dove divenne dottore. Nel 1859 ottenne l'abilitazione all'avvocatura ma, dopo un anno di attività, decise di dedicarsi al giornalismo entrando nella redazione de «La Sentinella Bresciana», principale quotidiano di Brescia e organo di stampa del Circolo Politico, associazione costituita dai liberali moderati locali e vicina alla Destra. Nello stesso periodo, per qualche mese ebbe il ruolo di "Comandante interinale" della Guardia Nazionale di Brescia.
Alle politiche del 1865 fu il candidato ufficiale dei liberal moderati nel collegio elettorale lenese in sostituzione del pisano Corinaldi. Legnazzi divenne deputato, ma solo dopo aver vinto il turno di ballottaggio contro lo stesso Corinaldi, sostenuto da una frangia di dissidenti liberal moderati. La sua elezione, tuttavia, fu annullata dalla giunta delle elezioni e dovette essere rifatta il 24 e il 31 dicembre: Legnazzi vinse al turno di ballottaggio contro Giovan Battista Giorgini. Venne poi confermato rappresentante di collegio anche alle elezioni del 1867, del 1870 e del 1874. Alla Camera aderì alla Destra e sostenne tutti i governi fino al Mighetti. Dopo la rivoluzione parlamentare del 1876 si formò il primo governo della Sinistra con Agostino Depretis: Legnazzi andò all'opposizione per poi ritirarsi a vita privata. A livello locale, entrò a far parte dei consigli comunali di alcuni paesi della provincia. Fu nominato sindaco di Porzano per il triennio 1863-65, poi confermato per il triennio successivo che non completò in quanto risulta che si fosse dimesso nel 1867. Fu anche prosindaco di Leno, nel biennio 1870-71 a seguito delle dimissioni del sindaco Carlo Dossi per problemi di salute, e poi sindaco, nominato per i trienni 1884-86 e 1887-89.
In seguito, abbandonò il bresciano e si trasferì a Firenze, dove aveva lavorato nei primi anni da deputato. Acquistò Villa Il Gioiello, a Pian dei Giullari, dove morì, ammalatosi improvvisamente di polmonite, il 15 marzo 1904. Gli sopravvisse il figlio Nicola, che scrisse la sua biografia e che in seguito cedette la villa allo Stato italiano.